# منتخب سلطنة عمان لكأس ديفيز
منتخب سلطنة عمان لكأس ديفيز  هو ممثل سلطنة عمان الرسمي  في كرة المضرب في كأس ديفيز.